# 多米国平
多米 国平（ため の くにひら、生没年不詳）は、平安時代中期の貴族。姓は宿禰のち朝臣。官位は正四位下・備中守。

## 経歴
明経生から上野大掾を経て、円融朝の天元5年（982年）右少史に任ぜられる。その後、15年以上の長きに亘って史を務め、この間の寛和元年（985年）従五位下に叙爵して大夫史となり、永祚2年（990年）迄には正五位下・左大史に昇進している。また一方で、摂政・藤原兼家の家司も務めその腹心であったらしく、兼家から自分の後継について藤原道隆・藤原道兼のいずれとすべきか相談を受け、国平は平惟仲とともに長幼の序によって長男の道隆を推している。
道隆執政下では左京亮や、播磨介・和泉守と地方官を兼帯した。道隆・道兼が相次いで没し、長徳元年（995年）に発生した長徳の変を通じて権勢の座が藤原道長に移るとその家司となり、長保3年（1001年）治国の功労により従四位下に叙せられ、いわゆる卑姓氏族としては異例の四位に昇った。四位に昇って官史を去った後は、阿波守・備中守など受領を務め、長和4年（1015年）春宮・敦成親王（のち後一条天皇）が上東門院から枇杷第に還御した際に、他の家司らとともに昇叙されて国平は正四位下に至っている。

## 官歴
- 時期不詳：上野大掾。明経生[3]
- 天元5年（982年） 10月：右少史[4]
- 寛和元年（985年） 日付不詳：大夫史[5]
- 時期不詳：正五位下
- 永祚2年（990年） 10月10日：見左大史[6]
- 時期不詳：宿禰姓から朝臣姓に改姓
- 正暦4年（993年） 2月29日：見兼左京亮[7]。12月17日：見兼播磨介[8]
- 長徳元年（995年） 正月：兼和泉守[9]。11月7日：見御院預[7]
- 長保3年（1001年） 正月30日：従四位下（治国）[7]
- 寛弘2年（1005年） 正月20日：前阿波守[10]
- 寛弘8年（1011年） 12月17日：見備中前司[10]
- 長和4年（1015年） 9月20日：正四位下（枇杷第還御日賞）[11]

## 系譜
正暦年間に外記を務めた多米国定は兄弟か